# 水澤鉱山
水澤鉱山（みずさわこうざん）は、岩手県和賀郡岩崎村（現・北上市和賀町岩沢）の水沢上流に存在した金・銀・銅の鉱山。水沢鉱山、水沢銅山とも。中世以降断続的に稼行された和賀地方有数の銅山である。

## 概要
発見は元禄年間（1688年－1704年）とされ、江戸時代には盛岡藩の御手山（直山）として稼行されて天保年間（1830年－1844年）大変栄えたが、文久年間（1861年－1864年）には衰退し閉山した。
明治24年（1891年）12月、古河市兵衛が本鉱山を譲り受け、同26年（1893年）の産銅1,173トン以降次第に増産。明治38年（1905年）9月8日には、当時古河鉱業副社長であった原敬が随行員を伴い本鉱山を視察している。大正6年（1917年）には最高の産銅量422,189トンを記録したがその後は衰退して昭和6年（1931年）6月に休山した。
古河鉱業株式会社経営以前の産銅は約700トン、古河鉱業株式会社経営以降の産銅は6,500トンに及び、鉱山開山以降の累計産銅量は7,000トンという。
鉱山町は住人が3,000人に達し、1日20トンの銅生産能力をもつ自家製錬所、小学校や鉱山所長宅、従業員の長屋等が建ち並ぶ県下有数の鉱山に恥じないものであった。
昭和29年（1954年）に閉山し施設はみな解体されたが、山中には施設の基礎や山神社などを残す。
鉱床は花崗岩中の浅熱水性鉱脈銅鉱床であり、鉱石鉱物は黄銅鉱、黄鉄鉱、赤鉄鉱で脈石は石英、方解石である。伝承では中世に銅とともに金・銀を産出したとされるが、これは地表付近に発達した天水酸化帯中に金・銀が濃集した部分を開発初期に採掘したものと考えられる。